# ننا (بازیکن فوتبال، زاده ۱۹۲۳)
اولاوو رودریگس باربوسا با نام مستعار ننا (پرتغالی: Nena; ۱۱ ژوئیهٔ ۱۹۲۳ – ۱۷ نوامبر ۲۰۱۰) بازیکن فوتبال اهل برزیل بود.
از باشگاه‌هایی که در آن بازی کرده‌است می‌توان به باشگاه ورزشی پورتوگیزا و باشگاه ورزشی اینترناسیونال اشاره کرد.
وی همچنین در تیم ملی فوتبال برزیل بازی کرده‌است.